# 유메·하나비
꿈·불꽃(일본어: 夢・花火 유메·하나비[*])는 GARNET CROW의 21번째 싱글이다. 2006년 7월 5일 GIZA studio에서 발매되었다.
전곡의 작곡은 나카무라 유리, 작사는 아즈키 나나, 편곡은 후루이 히로히토가 맡았다.
원래 2005년 8월 3일에 발매 예정이었지만, 더 좋은 퀄리티의 곡을 만들기 위해 발매를 연기, 2006년 7월 5일에 발매되게 되었다.
2006년 6월 23일에 다음작〈오늘밤 에덴의 한쪽 구석에서〉를 발매하는 것이 발표되고, 7월 1일에는〈환상〉의 발매 발표, 8월 21일에는 정규 앨범〈THE TWILIGHT VALLEY〉의 발매가 정식으로 발표된다. 따라서 〈꿈·불꽃〉은 3개월 연속 싱글 발매 1탄, 정규 앨범을 포함하면 4개월 연속 CD 발매 1탄이 된다. 3개월 연속 싱글 발매는 2000년이후 처음이다.
초회한정반과 통상반은 CD 자켓과 수록곡이 약간 다르다. 초회한정판의 자켓은 CD 뒷면의 반이 보이는 특수 슬리브 케이스가 사용되었다. 초회한정반에는 애니메이션 오리지널 스티커가 들어있다.

## 수록곡

### 초회한정반
1. 꿈·불꽃
2. His voyage
3. Ring Ring a ding
4. 라이·라이·야 ~mother earth~
5. 라이·라이·야 ~mysterious remix~
6. 라이·라이·야 ~Orchestra Ver~
7. 꿈·불꽃 (Instrumental)

### 통상반
1. 꿈·불꽃
2. His voyage
3. Ring Ring a ding
4. rai rai ya ~eternal blessing~
5. 라이·라이·야 ~mysterious remix~
6. 꿈·불꽃 (Instrumental)

## 차트 성적
- 최고순위 15위 (오리콘)